# 巴尔德戈维亚
巴尔德戈维亚（西班牙語：Valdegovía）是西班牙巴斯克自治区阿拉瓦省的一个市镇。总面积244km²，总人口952人（2001年），人口密度4人/km²。